# Alue Baroh
Alue Baroh is een bestuurslaag in het regentschap Aceh Utara van de provincie Atjeh, Indonesië. Alue Baroh telt 498 inwoners (volkstelling 2010).